# Tom Murphy
Tom Jordan Murphy (Salisbury, 15 gennaio 1968 – Dublino, 6 ottobre 2007) è stato un attore irlandese.

## Biografia
Attivo in campo teatrale, televisivo e cinematografico, è noto soprattutto per la sua interpretazione in The Beauty Queen of Leenane, in cui ha recitato a Galway, Dublino, Londra e Broadway, dove ha vinto il Tony Award al miglior attore non protagonista in un'opera teatrale per la sua performance.
È morto a 39 anni nel 2007 per un linfoma.

## Filmografia parziale

### Cinema
- Michael Collins, regia di Neil Jordan (1996)
- The General, regia di John Boorman (1998)
- In America - Il sogno che non c'era (In America), regia di Jim Sheridan (2002)
- Adam & Paul, regia di Lenny Abrahamson (2004)
- 48 angeli (48 Angels), regia di Marion Comer (2007)

### Televisione
- Metropolitan Police - serie TV, 3 episodi (1993-1997)